# Décès en août 1988
Décès
- 1984
- 1985
- 1986
- 1987
- 1988
- 1989
- 1990
- 1991
- 1992

Pour une information complémentaire, voir la page d'aide.

| Date     | Nom                       | Activités                                                                   | Âge | Source |
| -------- | ------------------------- | --------------------------------------------------------------------------- | --- | ------ |
| 1er août | Georges Wambst            | coureur cycliste français                                                   | 86  |        |
| 1er août | Louis-Jean-Frédéric Guyot | cardinal français archevêque de Toulouse                                    | 83  |        |
| 3 août   | Vic Watson                | footballeur international anglais                                           | 90  |        |
| 6 août   | Francis Ponge             | poète français                                                              | 89  |        |
| 6 août   | Anatoli Levchenko         | cosmonaute ukrainien                                                        | 47  |        |
| 6 août   | Henri Frenay              | pionnier de la Résistance, fondateur du MLN puis meneur du mouvement Combat | 83  |        |
| 8 août   | Félix Leclerc             | auteur-compositeur-interprète québécois                                     | 74  |        |
| 10 août  | Antoine Blanchard         | peintre paysagiste français                                                 | 78  |        |
| 11 août  | Anne Ramsey               | actrice américaine                                                          | 59  |        |
| 11 août  | Jean-Pierre Ponnelle      | metteur en scène, décorateur et costumier d’opéra français                  | 56  |        |
| 11 août  | Yves Le Goff              | coureur cycliste français                                                   | 81  |        |
| 11 août  | Pauline Lafont            | actrice française                                                           | 25  |        |
| 12 août  | Jean-Michel Basquiat      | peintre américain                                                           | 28  |        |
| 14 août  | Enzo Ferrari              | fondateur de Ferrari                                                        | 90  |        |
| 17 août  | Tadeusz Kulisiewicz       | peintre polonais                                                            | 88  |        |
| 18 août  | Muhammad Zia-ul-Haq       | président dictateur pakistanais - accident d'avion                          | 64  |        |
| 23 août  | Christian Garros          | batteur de jazz français                                                    | 68  |        |
| 24 août  | Pierre Béchu              | danseur sur glace français                                                  | 29  |        |
| 25 août  | Françoise Dolto           | célèbre psychanalyste française                                             | 79  |        |
| 30 août  | Jack Marshall             | premier ministre néo-zélandais                                              | 76  |        |
| 31 août  | Lin Jaldati               | chanteuse klezmer néerlandaise                                              | 75  | (nl)   |